# Ponera leae
Ponera leae är en myrart som beskrevs av Auguste-Henri Forel 1913. Ponera leae ingår i släktet Ponera och familjen myror. Inga underarter finns listade i Catalogue of Life.

## Bildgalleri

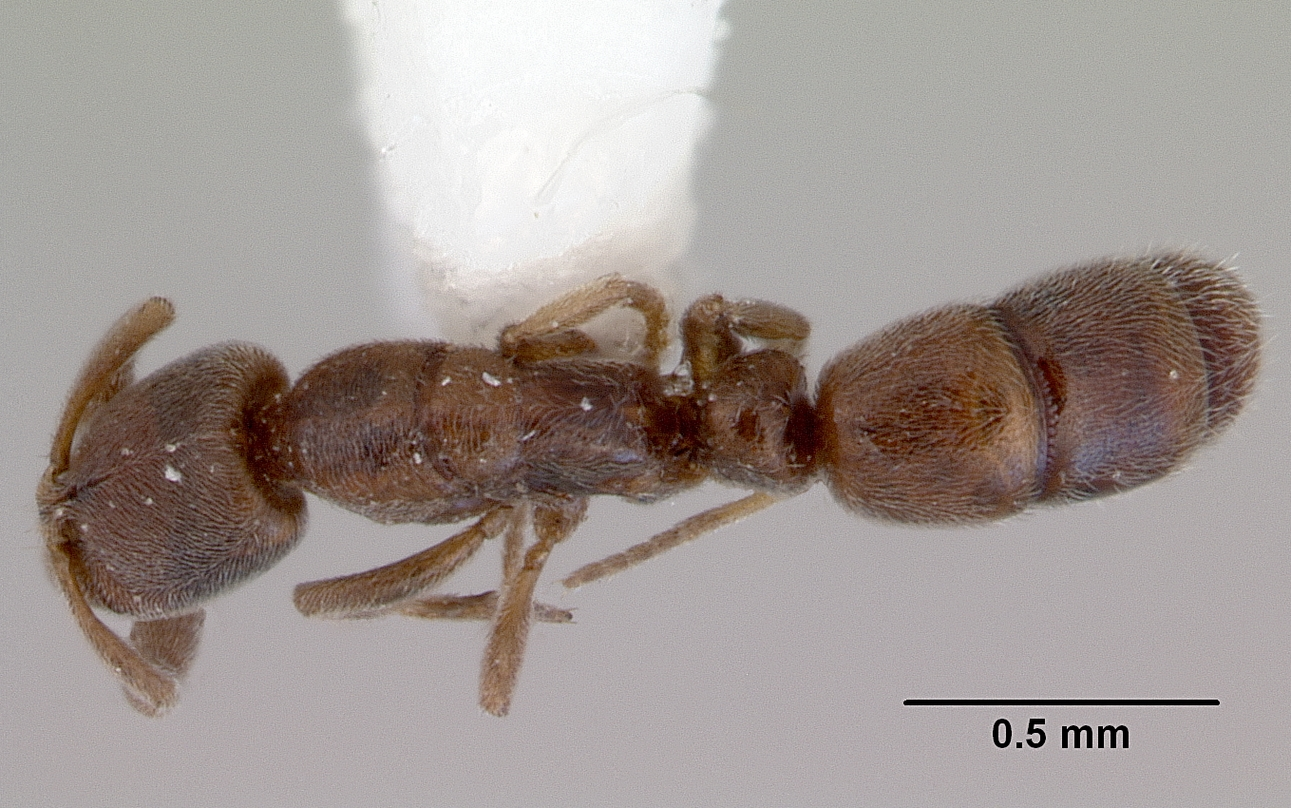
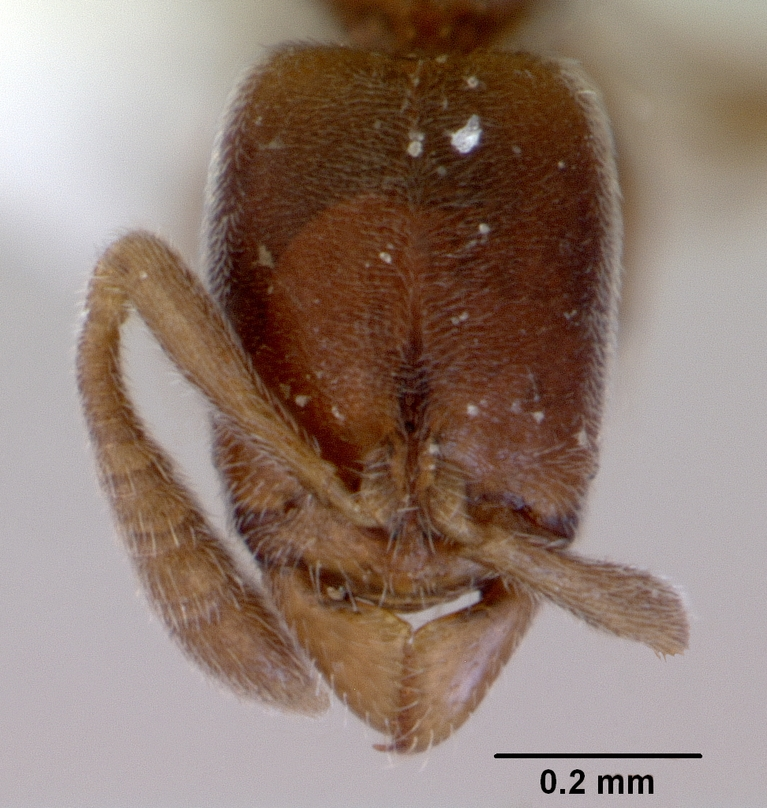
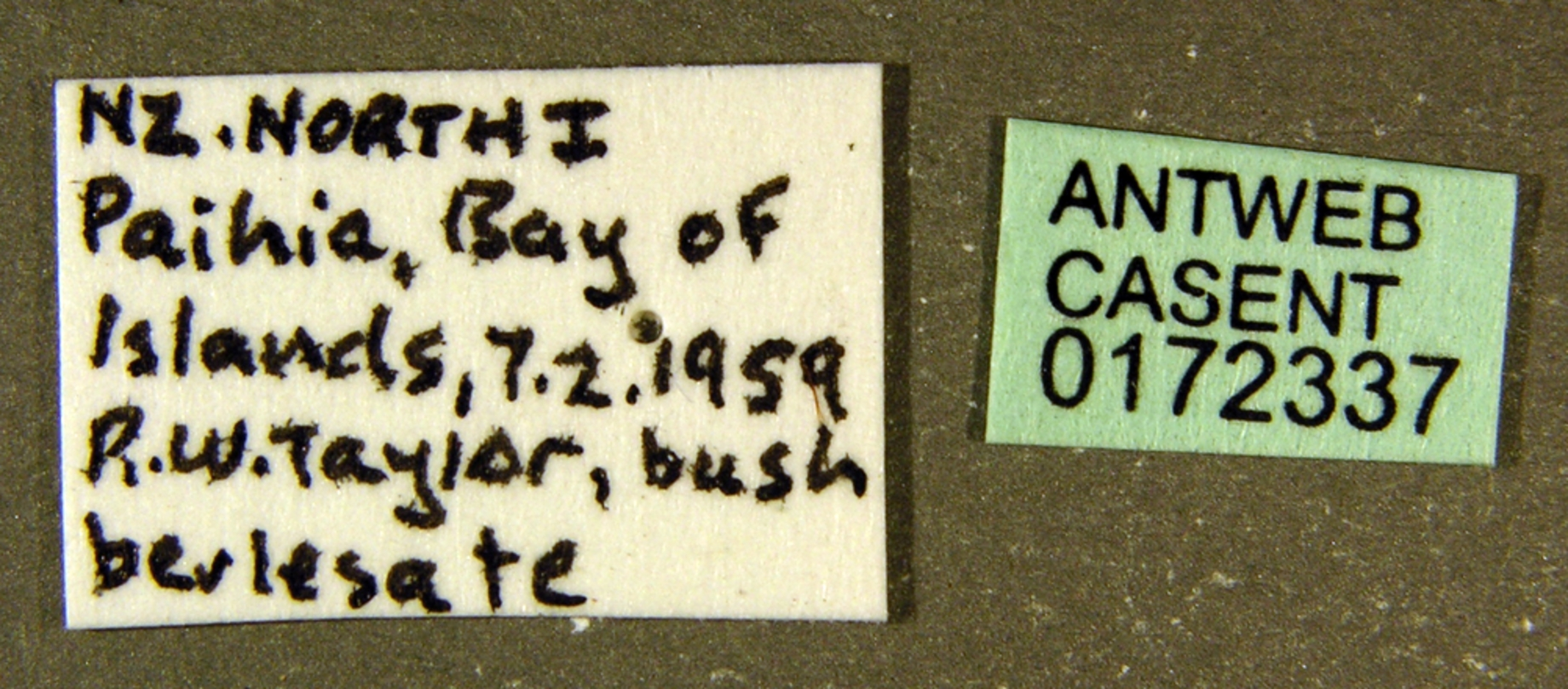
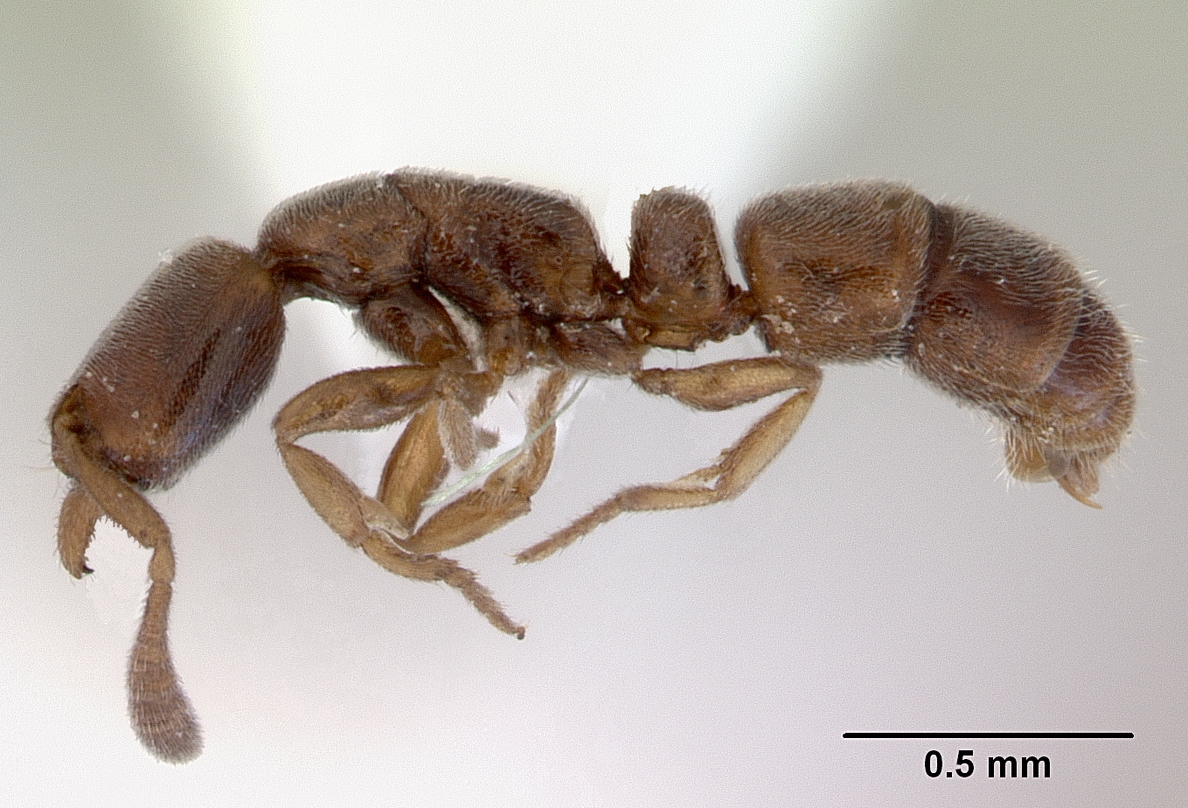